# Demofoonte (Metastasio)
Demofoonte (anche: Il Demofoonte, Demofoonte, ré di Tracia, Démophon, Demophontes, Dirce, L'usurpatore innocente) è un libretto d'opera seria di Pietro Metastasio, scritto nel 1731 (o nel 1733) e messo in scena, per la prima volta, a Vienna nel Teatro di corte il 4 novembre 1733, su musica di Antonio Caldara, in occasione dell'onomastico  dell'imperatore Carlo VI

## Messe in musica
Il libretto divenne immensamente popolare. Sino al 1800 esso ha ispirato oltre 60 intonazioni (senza contare le successive versioni di uno stesso autore). Tra queste, oltre alla prima assoluta di Caldara nel 1733, si ricordano in particolare:
- Pietro Vincenzo Ciocchetti, 1735
- Francesco Ciampi, Demofoonte, 1735
- Domenico Sarro, Francesco Mancini, Giuseppe Sellitto e Leonardo Leo, Il Demofoonte, 1735
- Gaetano Maria Schiassi, Il Demofoonte, 1735
- Egidio Romualdo Duni, Demofoonte, 1737
- Giovanni Battista Ferrandini, 1737
- Giuseppe Ferdinando Brivio, Demofoonte, 1738
- Gaetano Latilla, 1738
- Sisto Reina, 1739
- Andrea Bernasconi, Demofoonte, 1741
- Giovanni Verocai, 1741
- Leonardo Vinci, 1741[4]
- Christoph Willibald Gluck, Demofoonte, 1742
- Niccolò Jommelli, Demofoonte 1743
- Carl Heinrich Graun, 1746
- Johann Adolf Hasse, 1748
- John Christopher Smith, 1748 (inc.)
- Baldassare Galuppi, Demofoonte, 1749
- Ignazio Fiorillo, 1750
- Francesco Antonio Baldassare Uttini, Demofoonte, 1750
- Davide Perez, 1752
- Gioacchino Cocchi, Demofoonte, 1754
- Gennaro Manna, 1754
- Antonio Mazzoni, 1754
- Giuseppe Sarti, Demofoonte, 1755 (prima versione)
- Antonio Gaetano Pampani, 1757
- Antonio Ferradini, 1758
- Giovanni Traetta, Demofoonte, 1758
- P. Vinci, 1758
- Johann Ernst Eberlin, 1759
- Giuseppe Brunetti, 1760
- Niccolò Piccinni, 1761
- Antonio Boroni, Demofoonte, 1762
- Gian Francesco de Majo, 1763
- Brizio Petrucci, 1765
- Mattia Vento, Demofoonte, 1765
- Pietro Alessandro Guglielmi, 1766
- Josef Mysliveček, Il Demofoonte, 1769
- Johann Baptist Vanhal, 1770
- Johann Antonin Kozeluch, 1771
- Giuseppe Sarti, Demofoonte, 1771 (seconda versione)
- Pasquale Anfossi, Demofoonte, 1773
- Maksim Sozontovič Berezovskij, Il Demofonte, 1773
- Josef Mysliveček, 1775
- Giovanni Paisiello, Demofoonte, 1775
- Carlo Monza, 1776
- Joseph Schuster, 1776;
- Giacomo Rust, 1780
- Francesco Bianchi, 1781;
- Giuseppe Sarti, Demofoonte, 1782 (terza versione)
- Antonio Pio, 1782
- Felice Alessandri, Demofoonte, 1783
- Alessio Prati, 1786
- Angelo Tarchi, 1786
- Luigi Gatti, 1787
- Gaetano Pugnani, 1787
- Luigi Cherubini, Démophoon, 1788 (su libretto francese di Jean-François Marmontel ispirato a Metastasio)
- Johann Christoph Vogel, Démophon, 1789
- Vincenzo Federici, L'usurpatore innocente, 1790
- Vittorio Trento, 1791
- Marcos António Portugal, Demofoonte, 1794 - Teatro alla Scala, Milano
- Marcos António Portugal, Il Demofoonte, 1808 (rev. 1794) - Teatro San Carlo, Lisbonna
- Peter Josef von Lindpainter, Demophoon, 1811
- Peter Josef von Lindpainter, Timantes, 1820
- Charles Edward Horn, Dirce, or The Fatal Urn 1821
- Giuseppe Maria Sborgi, 1836
- Antonio Vivaldi, Demofoonte, data di rappresentazione sconosciuta (di dubbia attribuzione)

## Trama
Il re dei Traci Demofonte chiede all'oracolo di Apollo per quanto tempo la pratica del sacrificio annuale di una vergine dovrà continuare. La risposta è sconcertante: "finché l'innocente usurpatore siederà sul trono". Il nobile Matusio tenta di proteggere la figlia Dircea dall'essere sacrificata. Sia egli che Demofonte sono ignari che Dircea è segretamente sposata con Timante, il figlio di Demofonte ed erede al trono. Demofonte vuole che Timante sposi Creusa, una principessa di Frigia. Nel frattempo Cherinto, il giovane fratello di Timante, sta accompagnando la promessa sposa nel regno di Tracia, cui rivela, all'arrivo, di essersi innamorato di lei, ricevendo una risposta severa e turbata dietro cui si celano i sentimenti di Creusa, che a sua volta ama Cherinto. Nel successivo incontro con Creusa, Timante ammette che non la può sposare, ma che non le può spiegare il perché.
Dircea, mentre tenta di fuggire dal regno, viene catturata e imprigionata e Demofonte ne ordina subito l'immediato sacrificio. Timante prova a liberarla, ma senza ottenere successo e venendo anch'egli imprigionato. Creusa chiede la grazia a Demofonte, il quale rilascia sia il figlio che Dircea; Timante decide di rinunciare al trono in favore di Cherinto.
Improvvisamente essi trovano una lettera che rivela che Dircea è in realtà figlia di Demofoonte, la quale farebbe Timante e Dircea fratello e sorella. Timante è disperato e tenta di evitare Dircea. Però un'altra lettera rivela che in realtà Timante è figlio di Matusio: il matrimonio di Timante e Dircea diventa quindi legale e Cherinto, il vero erede al trono, può sposare Creusa. Dunque non ci saranno più vergini sacrificate fino a che Timante non sarà l'innocente usurpatore al trono.